# نينا تين بروك
نينا تين بروك (من مواليد 4 يوليو 2001) هي لاعبة كرة ماء هولندية تلعب لنادي سي إن تيراسا الإسباني منذ عام 2021، مثلت منتخب هولندا لكرة الماء للسيدات في مسابقة كرة الماء في دورة الألعاب الأولمبية الصيفية 2024 الذي حقق الميدالية البرونزية بعد عودة مذهلة ضد منتخب الولايات المتحدة بعد التأخر بنتيجة 3-7 منتصف المباراة، في باريس لا ديفونس أرينا في باريس، تمكن المنتخب الوطني الهولندي من الفوز بالمباراة بنتيجة 11-10. ويفتقد الفريق الأمريكي الظهور في منصة التتويج للمرة الأولى منذ ظهور كرة الماء للسيدات لأول مرة في الألعاب الأولمبية في عام 2000.
منذ العام الذي تولى فيه مدرب اليونان دوديسيس لمنصب مدرب منتخب الهولندي للسيدات 2021، والذي عمل كمساعد مدرب في المنتخب الهولندي أرنو هافينخا منذ عام 2017، حقق المنتخب بميداليات أخرى ، عززت قيادة دوديسيس عودة السيدات الهولنديات إلى الصدارة الدولية، بعد حصولهن على الميدالية البرونزية في بطولة العالم 2022، وهو العام الذي ظهرت في نينا لأول مرة في بطولة دولية كبرى في عام 2022 عندما تم اختيارها لبطولة العالم في بودابست وفازت بالميدالية البرونزية مع المنتخب الهولندي الأول. كانت أيضًا جزءًا من الفريق الذي فاز بالميدالية الفضية في نهائي كأس العالم 2023. وتلاها بطولة العالم 2023 في نفس العام في فوكوكا، حيث فازت بالميدالية الذهبية مع المنتخب الهولندي.

## انجازاتها

### المنتخب الوطني
- 2022:  برونزية بطولة العالم البرونزية في بودابست.
- 2023:  فضية كأس العالم الفضية في لونج بيتش.
- 2023:  ذهبية بطولة العالم الذهبية في فوكوكا.
- 2024:  ذهبية بطولة أوروبا الذهبية في أيندهوفن.
- 2024:  برونزية الألعاب الأولمبية في باريس.